# 오자크

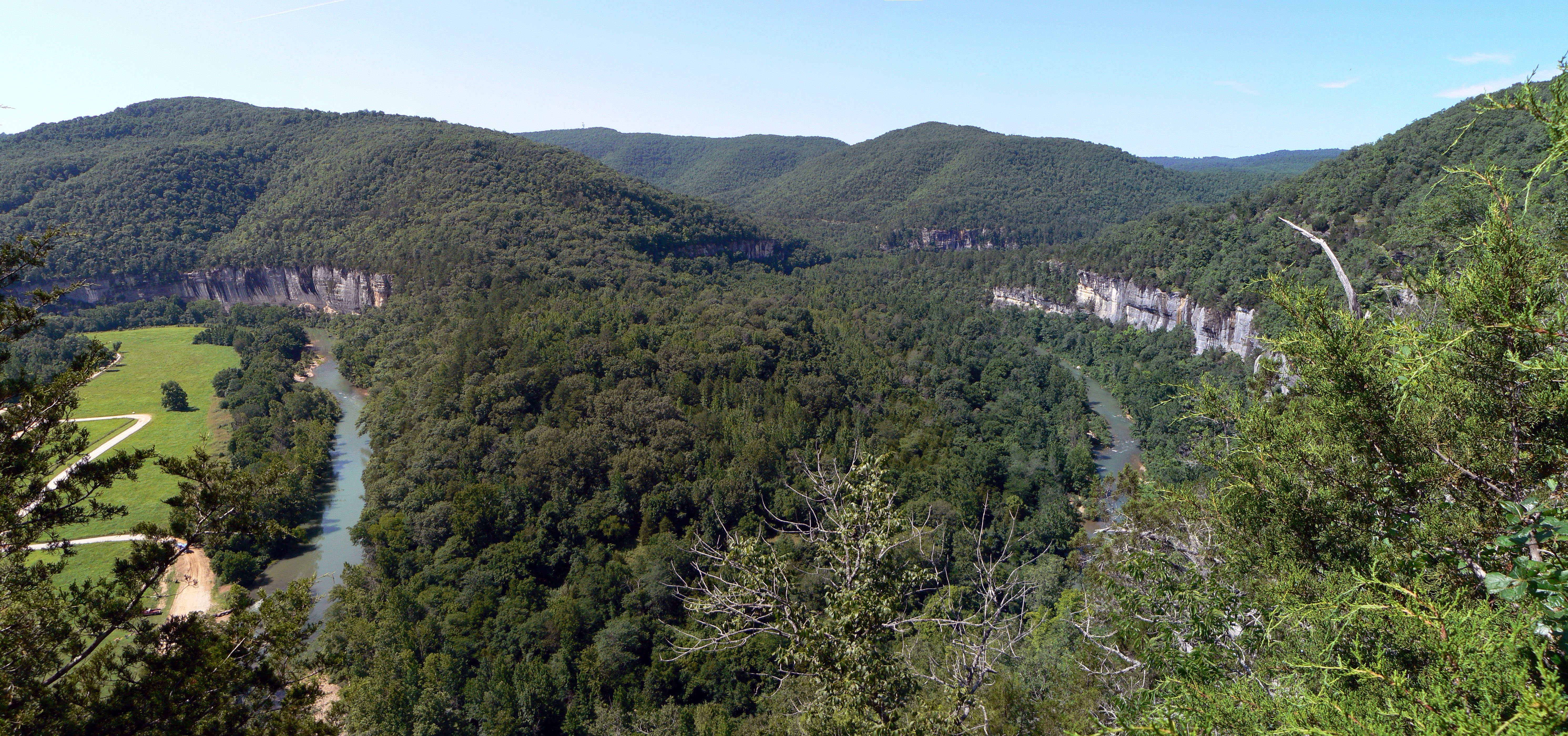

오자크 산맥(Ozark Mountains), 오자크 산악지대(Ozark Highlands) 또는 오자크 고원(Ozark Plateau)으로도 알려진 오자크(Ozarks)는 미국 미주리주, 아칸소주, 오클라호마주에 걸쳐 있는 지형학적 지역(physiographic region)이며 캔자스주 남동쪽에 있는 작은 지역이기도 하다.

## 같이 보기
- 아동 신부
- 아동 결혼